# チケット・トゥ・ライド
『チケット・トゥ・ライド』（原題：Ticket to Ride）はアラン・ムーン作のボードゲーム。2004年にデイズ・オブ・ワンダー社から発売された。プレイ人数は2人から5人。
北アメリカ大陸に鉄道路線が描かれたボードに列車のコマを乗せて自分の路線を引いていくゲーム。2004年 ドイツ年間ゲーム大賞 (Spiel des Jahres) 大賞受賞。ドイツ語版は『Zug um Zug』、フランス語版は『Les Aventuriers du Rail』として発売されている。

## ルール

### 準備
各プレイヤーは自分の色の列車コマを45個持つ。9種類（赤・青・黄・緑・橙・紫・黒・白の8色+虹色のSLカード）の列車カードを山札から4枚引く（他のプレイヤーには見せない）。乗車券カードを山札から3枚引き、そのうち2枚以上を持って、残りは戻す。列車カードの山札から5枚を表を向けて場に並べる。自分の色のマーカーをボードの縁の得点表示場所に置き、ゲームを開始する。

### ゲームの進行
プレイヤーは自分の手番に、次の3種類のいずれかの行動を取る。
列車カードを引く
場に表になっている5枚の列車カードか、裏になっている山札から、列車カードを計2枚引いて手札に加えることができる。表のカードを取った場合はその都度山札から補充して常に5枚並ぶようにする。
表になっているSLカードを取った場合は、2枚目のカードを取ることはできない。ただし、1枚目に山札から引いたカードがSLカードだった場合は、表になっているSLカード以外のカードを2枚目として引くことができる。列車カードは何枚でも手札として持つことができる。
路線に列車コマを置く
ボード上で空いている路線に対応する「色」と「数」の列車カードを支払って、自分の列車コマをその区間に置くことができる。例えば青い枠が6マスの路線であれば、青の列車カード6枚を支払って、列車コマ（列車コマの色はプレイヤーの区別のためであり、列車カードやコマの色とは無関係）6個を置くことができる。コマを置いた際、コマの数に応じて点数が入る（1コマなら1点、2コマなら2点、3コマなら4点、4コマなら7点、5コマなら10点、6コマなら15点）。
SLカードは、どの色の列車カードとしても使うことができる。灰色の枠の路線には、枚数が合っていれば、どの色の列車カードを支払ってもコマを置くことができる。
路線が1本の区間には、すでにコマが置かれている区間に新たにコマを置くことはできない。しかし2本の路線が併行している区間は、4人か5人でプレイする際は、どちらかにコマが置かれても、もう片方の路線に別のプレイヤーがコマを置くことができる。しかし2人か3人プレイの場合は、単線と同じく、先の1本にしかコマを置くことができない。
乗車券カードを引く
乗車券カードの山札から3枚を引き、1枚以上を手札に加えて、残りは山札の下に戻す。
乗車券カードには2箇所の街名と点数が書かれており、指定された街同士を自分の列車コマで繋ぐことができれば、カードに書かれた点数がゲーム終了時に入り、繋ぐことができなければ書かれた点数分だけマイナスとなる。ただしゲーム中は乗車券カードの達成を公表する必要はない。
以上を繰り返し、誰かの列車コマの残りが2つ以下になると、あと1巡して、ゲームは終了する。

### 得点計算
それぞれの乗車券カードを公開し、達成・未達成に応じて点数を足し引きする。最後に、一筆書きでなぞって最も長い（コマ数が多い）路線を作ったプレイヤーに最長路線ボーナスとして10点が加算される。点数を計算して、もっとも点数が高いプレイヤーが勝者となる。

## ゲームの特徴
最終目的がはっきりしているため、各プレイヤーは何をすべきかがわかりやすい。また、そのための条件（この色のカードがあと何枚欲しい）も明快なので、短期的な目標も立てやすい。
各区間は1本または2本の路線しか引けず、早い者勝ちである。他プレイヤーの動向を気にしながら重要な路線を押さえる必要がある。必要な路線を取られてしまうと遠回りの路線を引かねばならなくなる。できるだけ手札を増やしてから効率よく進めたいのと、早くカードを使わないと先を越されてしまうかもしれないのが、ジレンマとなる。
乗車券の選択も重要である。長距離の乗車券はポイントが高いが、未完成だとマイナスとなるリスクもある。また、複数の乗車券で重複した区間が多いと効率がよい。
ソロプレイの感覚が大きいと同時に、他プレイヤーとの競争も重要である。ただし、利害が衝突するのは通常は部分的であり、他者と邪魔し合ったり競り合ったりという要素はそれほど強くはない。勝負はカードの「引き」による部分も大きく、戦略と運の両方の要素が含まれる。総じて、初心者にも楽しみやすいゲームであると言える。

## 受賞歴
- 2004年 ドイツ年間ゲーム大賞 (Spiel des Jahres) 大賞。
- 2004年 ドイツゲーム大賞 (Deutscher Spiel Preis) 6位。
- 2004年 トリック・トラック賞 (Tric Trac d'OR) 金賞。
- 2004年 日本ボードゲーム大賞・海外ゲーム・フリーク部門 1位。
- 2005年 オリジン賞 (Origins Awards) Best Board Game賞。

## シリーズ作品
多くのシリーズ作品が発売されているが、特殊ルールを含め、コマの数や目的地カードの枚数など、ルールに差異がある場合も多い。
なお、これらのマップと区別するために、北米を舞台としたオリジナル版は「アメリカ（USA）」と呼称されることがある。

### 基本セット
新しいマップの他、コマやカードなどがすべて含まれているセット。オリジナル版がなくても遊ぶことができる。
ヨーロッパ (Europe)
2005年発売。ヨーロッパが舞台で、追加で列車カードを支払う可能性がある「トンネル」、必ず指定の枚数分SLカードで支払う必要がある「フェリー」、他のプレイヤーがコマを置いた区間を1本だけ自分の区間として扱うことができる「駅」の3つのルールが新たに追加された。
メルクリン (Märklin)
2006年発売。ドイツが舞台で、都市間を移動させることで商品を受け取って得点する「乗客」のルールが追加された。列車カードはメルクリン社の鉄道模型が描かれており、カードごとにすべて異なるデザインになっている。
北欧 (Nordic Countries)
2007年にデンマーク・ノルウェー・スウェーデン・フィンランドのみで限定発売。前述した4国とエストニア・ロシアが舞台。プレイ人数は2 - 3人専用の少人数用マップ。ヨーロッパ版と同じく「フェリー」と「トンネル」のルールがあり、シリーズ中最長の9マスの路線が存在する。
ドイツ（Deutschland）
2012年にドイツのみで限定発売。メルクリン版と同じくドイツを舞台にしていて、マップも同じだが、内容物のイラストやルールが一部異なっている。
レイル＆セイル（Rails & Sails）
2016年発売。世界地図を舞台にした「レイル」版と、アメリカ五大湖を舞台にした「セイル」版の2つのマップが両面印刷されている。
ニューヨーク（New York）
2018年発売。
ロンドン（London）
2019年発売。
サンフランシスコ（San Francisco）
2022年発売。

### 拡張セット
マップやコマ、カードが追加されるセット。プレイするには他に基本セットが必要となる。
ミステリートレイン (Mystery Train Expansion)
2004年に販促品として作られた。基本セットと組み合わせる拡張セット（10枚の追加カード）。
USA 1910 (USA 1910 Expansion)
2006年発売。アメリカ版と組み合わせる拡張セットで新たに3種類のルールで遊べる。「クラシック」は新たな乗車券カードを使い、最長路線ボーナスの代わりに、15点の最多目的地達成（最も多く乗車券カードを達成したプレイヤーに与えられる）ボーナスがある。「メガゲーム」はオリジナル版とクラシック版すべての乗車券カードを使い、最長路線と最多目的地達成の両方のボーナスがある。「ビッグシティ」は、目的地の片方が必ず大都市（ニューヨーク、シカゴ、マイアミ、ヒューストン、ダラス、シアトル、ロサンゼルス）になっている乗車券カードを使ってプレイする（ボーナスはどちらも無し）。
スイス (Switzerland)
2007年発売。スイスが舞台で、プレイ人数は2 - 3人のみの少人数用マップ。目的地を複数の隣国の中から選択できる乗車券カードが存在する。
ダイス拡張 (The Dice Expansion)
2008年発売。列車カードの代わりにダイスを使用して線路の敷設やトンネルの判定を行う。
ヨーロッパ1912 (Europe 1912 Expansion)
2009年発売。ヨーロッパ版と組み合わせる拡張セット。新たな乗車券カードが追加された「エキスパンド」、通常版の乗車券カードも使う「メガゲーム」、大都市（ロンドン、パリ、ベルリン、ウィーン、ローマ、アテネ、マドリード、モスクワ、アンゴラ）が目的地となる「ビッグシティ」の3つの追加ルールでプレイできる。
アルヴィン＆デクスター (Alvin & Dexter)
2011年発売。基本セットと組み合わせる拡張セット。宇宙人（UFO）と恐竜のコマと、それらの移動に使用するカードが同梱されている。宇宙人と恐竜のコマがある都市は、線路を敷設できない、目的地にコマがあると得点・失点が半減するなどの効果がある。
アジア（Team Asia and Legendary Asia）
2011年発売。マップ・コレクション第1弾。アジアが舞台で、作者のアラン・ムーンが製作した「チーム・アジア」とマップデザインコンテストの最優秀作である「伝説のアジア」が両面印刷されていて好きな方でプレイできる。「チーム・アジア」版は2人1組のチーム戦で（プレイ人数は4人か6人のみ）、取った列車カードは共有するというルールになっている。
インド＆スイス（India and Switzerland）
2011年発売。マップ・コレクション第2弾。インド版は目的地カードを2種類のルート（路線を共有してはならない）で達成した際にボーナスを貰える「マンダラ」ルールがある。裏面にはスイス版が再収録されている。
ハート・オブ・アフリカ（Heart of Africa）
2012年発売。マップ・コレクション第3弾。アフリカ中南部が舞台で、列車コマを置いた際に捨てると、通常の倍の得点を貰える「地形カード」が存在する。
オランダ（Nederland）
2013年発売。マップ・コレクション第4弾。オランダが舞台で、列車コマを置く際に、指定された分だけ「通行料」を支払うルールがある。
イギリス＆ペンシルバニア（United Kingdom & Pennsylvania）
2015年発売。マップ・コレクション第5弾。イギリス版はSLカードと交換で。様々な効果を持つ「技術カード」を手にすることができる。ペンシルバニア版では「株カード」を集めた枚数に応じて点数が入る。
フランス＆西部開拓時代（France & Old West）
2017年発売。マップ・コレクション第6弾。
ポーランド（Poland）
2019年発売。マップ・コレクション第6.5弾。
日本＆イタリア（Japan & Italy）
2019年発売。マップ・コレクション第7弾。

### その他
カードゲーム (The Card Game)
2008年に発売されたカードゲーム版。単体で遊ぶことが出来る。
10周年記念版（10th Anniversary）
2014年に発売されたオリジナル版の豪華版。列車コマが色によって異なる造形になっており、5枚以上乗車券カードを達成した場合に追加ボーナスがある。
ヨーロッパ 15周年記念版（Europe – 15th Anniversary）
2021年に発売されたヨーロッパ版の豪華版。
レガシー：西部開拓記（Legacy： Legends of the West）
2023年に発売されたレガシー・システム搭載版。ルールや内容物が少しずつ変化する全12回のキャンペーンゲームが行える。

## コンピューターゲーム版
ウェブ版
デイズ・オブ・ワンダーの公式サイト上で購入してプレイできる。USA 1910、ヨーロッパ（「ヨーロッパ1912」拡張とセット）、スイス、アジア、インド、北欧、ペンシルバニア、ドイツのマップが追加購入できる。オンライン対戦にも対応している。
PC版
Windows、Mac OS X、Linux用ソフト。ヨーロッパ版、スイス版、USA 1910版がプレイできる。
Xbox Live Arcade版
Xbox 360用ソフト。2008年6月25日配信。追加コンテンツを購入すればヨーロッパ版等もプレイできる。またXbox OneのXbox 360下位互換に対応しており、追加コンテンツと共にXbox Live Arcade版をそのまま利用できる。
アプリ版
iPad専用アプリとして2011年5月18日配信。後にiPhoneに対応し、現在では他にAndroid版、Steam版、Kindle Fire版も配信されている。ウェブ版と同じくマップを追加購入でき、オンライン対戦も可能。